# George Tillman, Jr.

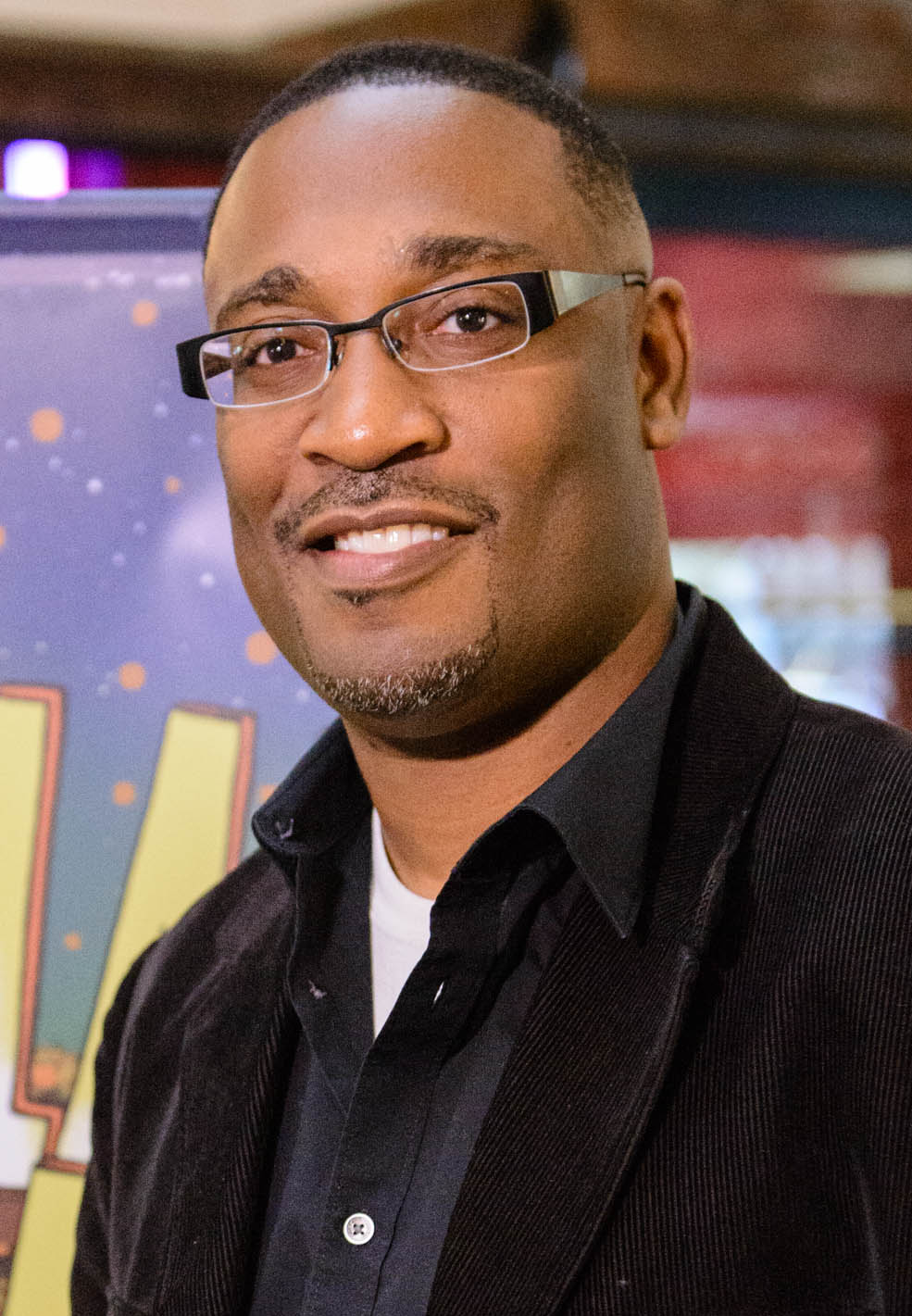
George Tillman Jr. (2013)

George Tillman, Jr. (* 26. Januar 1969 in Milwaukee, Wisconsin) ist ein US-amerikanischer Regisseur, Drehbuchautor und Filmproduzent.

## Leben
George Tillman studierte am Columbia College Chicago Film und Video. Das Studium beendete er mit einem Abschluss 1991. Zusammen mit Robert Teitel gründete er die Filmproduktionsfirma Menagerie Films. Seine Karriere begann er als Drehbuchautor des 1992 erschienenen Kurzfilms Paula. Die erste Regie führte er bei dem 1995 erschienenen Film Scenes for the Soul, zu dem er ebenfalls das Drehbuch schrieb. Den Film hatte er für 150.000 US-Dollar produziert und verkauft ihn anschließend für 1.000.000 US-Dollar weiter an Savoy Pictures. Mit dem entstandenen Gewinn finanzierte er seinen dritten Film Soul Food, der 1996 unter anderem mit Vanessa Williams, Vivica A. Fox und Mekhi Phifer gedreht wurde und 1997 erschien. Soul Food erzählte die Geschichte einer afroamerikanischen Familie und enthielt autobiografische Elemente aus der Kindheit von Tillman. Der Film erhielt mehrere Auszeichnungen, wie den Image Award 1998 als Outstanding Motion Picture. Anschließend arbeitete er an dem 2000 erschienenen Film Men of Honor mit Cuba Gooding Jr. und Robert De Niro. Der Film, bei dem er zum ersten Mal nur als Regisseur tätig war, erzählte die Geschichte des ersten afroamerikanischen Navy-Tauchers.
Von 2000 bis 2008 beschränkte sich seine Tätigkeit auf die Produktion diverser Filmprojekte, wie Ice Cubes Barbershop-Reihe. Seine nächste Regie führte er bei dem im Januar 2009 erschienenen Film Notorious B.I.G., einem biografischen Film über den 1997 in Los Angeles ermordeten Rapper Notorious B.I.G.
Er ist mit der Schauspielerin Marcia Wright verheiratet, mit der er ein Kind hat.

## Filmografie (Auswahl)
Regisseur
- 1995: Scenes for the Soul
- 1997: Soul Food
- 2000: Men of Honor
- 2009: Notorious B.I.G.
- 2010: Faster
- 2013: Mister & Pete gegen den Rest der Welt (The Inevitable Defeat of Mister & Pete)
- 2015: Kein Ort ohne dich (The Longest Ride)
- 2018: The Hate U Give
- 2023: Big George Foreman

Produzent
- 2002: Barbershop
- 2004: Barbershop 2 (Barbershop 2: Back in Business)
- 2005: Beauty Shop
- 2005: Roll Bounce
- 2008: Nothing Like the Holidays
- 2013: Mister & Pete gegen den Rest der Welt (The Inevitable Defeat of Mister & Pete)
- 2018: The Hate U Give
- 2022: On the Come Up